# ポイズンピンク
『ポイズンピンク』（POISON PINK）は、2008年2月14日にバンダイナムコゲームス（旧バンプレスト）から発売されたシミュレーションRPG。キャラクターデザインはtomatika、映像製作は白組が担当している。海外版のタイトルは『Eternal Poison』。

## ストーリー
聖バルダミアン王国とスターグ教圏国家との境に古代都市遺跡「獄界ベセク」が出現したのと同時期、聖バルダミアン王の娘ルナーシェが失踪した。王はベセク最深部に連れ去られた姫を救い出せば望む褒美を与えると宣言。それぞれの思惑を胸に、各主人公はベセクを目指す。選んだ主人公によって物語の内容、結末が変わり全ての主人公が物語を終えたとき全ての謎が明らかになる。

## 登場キャラクター

### テージ編
テージ
声 - 須藤祐実
テージ編の主人公。全ての魔神を収めることでの自身の魔道書「リベル・ウェスペル」の完成と、どんな願いも叶うという「究極の毒（パーフェクトパフューム）」の入手のため獄界ベセクに足を踏み入れる。魔法に関して造詣が深いが、年若い外見とは裏腹に知り合いのハーシュはおろか魔神に対してさえ超然とした態度を崩さない。
全ての属性ランクが高く、強力な魔法を使いこなす。固有アビリティ「眷属の血脈」を持ち、敵味方問わず一切の魔法を受け付けない。
ラナンキュラス / ラキ
声 - 大川透
テージ編の仲間。通称「ラキ」。銀狼、導きの賢者と呼ばれる高位の魔神。ある事情からテージをベセク最深部へと誘う。
武器や防具は装備できないが斬撃と刺突を使い分けることができ、機動力や耐久力も高い。
ルティカ
声 - 冬馬由美
テージ編の仲間。ベセク入り口付近で出会ったテージと従属の契約を結んだ少年。魔神を異様に嫌っている。ベセクへ潜入したのは母親の仇討ちのために究極の毒を求めてであるが、その出生からラキを含め行く先々で魔神から嫌悪の念を向けられる。
短弓による遠距離攻撃と回復魔法を扱えるが、非常に打たれ弱い。

### オリフェン編
オリフェン
声 - 神谷浩史
オリフェン編の主人公。バルド国の騎士団長にしてルナーシェの婚約者。序盤は姫の安否を気遣うあまり言動に余裕がないが、徐々に元来の気さくな好青年としての一面を見せるようになる。
一撃こそ軽いものの斬撃と刺突の使い分けが可能で機動力も高い。
リバト
声 - 杉本沙織
オリフェン編の仲間。聖バルド教の最年少教皇候補。魔神に怯えてはオリフェンに叱咤されているが、一行では最もベセクに詳しい。
機動力、耐久力とも心許ないが、回復や支援の魔法が得意。転職によっては物理攻撃も得意となる。
ローグ
声 - 稲田徹
オリフェン編の仲間。オリフェンとは騎士仲間であり団長の座を譲った親友。かつての戦いで竜に呪いを受けており、それがオリフェンの負い目になっている。オリフェンの焦りを汲み取り宥めたり、他の仲間たちとのクッション役を果たす。
機動力は少し低いが攻防とも優れる。
マリィ
声 - 鈴木麻里子
オリフェン編の仲間。かつて絶滅したと言われるディーグ族の生き残りであり、オリフェンとは当人同士知らないところで繋がりがある。勝気な性格で、何かと苛立つオリフェンと衝突してはローグが宥めに入る。
火と風の魔法を使い、足も速いため被弾せず敵を攻撃しやすい。ただし打たれ強くはない。

### ハーシュ編
ハーシュ
声 - 中原麻衣
ハーシュ編の主人公。聖バルド教の神官戦士。ルナーシェとは姉妹の間柄だが、ベセク潜入の理由はシャトレーゼ教皇より探索を命じられたため。自身の中にもう一人の人格がおり、時折彼女を苦しめている。
自ら壁役も回復役もこなせるが、万能というより中途半端な物魔両刀型。
グリン
声 - 松原大典
ハーシュ編の仲間。ハーシュの幼馴染であり、よき理解者。常にハーシュの事を第一に考えるあまり、他者に対しては懐疑的な態度を取る。
槍によるリーチと引き換えに自身の足は遅い。
レイナ
声 - 斎賀みつき
ハーシュ編の仲間。ベセク探索に際して教皇からあてがわれた弓使い。
とある目的のために究極の毒を求めた別人が途中からすり替わっており、そのせいでグリンとは衝突が絶えない。
長弓と火の魔法を扱う。機動力は並程度。

### ロンデミオン編
ロンデミオン
声 - てらそままさき
ロンデミオン編の主人公。魔神退治を生業とする流れの傭兵。かつての英雄と同名である。
魔法耐性以外に穴のない万能選手。

### その他
デュファストン
声 - 関俊彦
獄界ベセクが現れた領地一帯を治める侯爵。主人公の支援としてアジトを提供したり、ベセクの瘴気を防ぐ魔道書「リベル・アウローラ」を貸し与えたりする。一方で胡散臭い魔術に傾倒しているとの噂もある。
ルナーシェ
声 - 久川綾
魔神により獄界ベセクに連れ去られた若き姫。
聖バルド王
声 - 中田浩二
聖バルダミアン王国の現国王。
アカーヤス
アジト内にある椿姫の館を運営する赤毛の女性。
イアリー
アジト内にあるコルナ亭を運営する金髪の女性。
ウー
ウー・ザ・ショップを運営するクク族の老人。

## システム

### ポイズンピンク
魔神を捕獲することで得られる。ただ単に倒すだけでは捕獲したことにならず、HPをぎりぎりまで削り、最後にとどめを刺す（拘束）ことではじめて捕獲コマンドが出現し、それを実行することで捕獲したことになる。捕獲した魔神は、アジト内にある椿姫の館で魔神粉砕機カメリアにかけられ、そこからポイズンピンクを抽出することができる。なお、魔神はPPを抽出せずに自分のパーティーに加えたり、解体して自分の武器にスキルを取り込むことが可能である。

### 双撃
同一の魔神を攻撃範囲に収めた未行動状態の仲間が2人以上いる時、主人公の「命令」コマンドで使用可能。選んだ2人で同時攻撃を行う。
双撃に参加したユニット両方が経験値をもらえる、敵の物理耐性でダメージが減衰しない、単一攻撃扱いのため拘束し易いなどメリットが多く、本作において重要なシステムである。

## 舞台

### アジト
幾夜寝覚邸
ベセクにとらわれていた人間を保護する場所。ここでは、保護した人間との会話以外にも、自分のパーティーの装備を変更することが可能である。また、魔神辞典で一度出会ったことのある魔神の特徴を確認することも可能である。
コルナ亭
ミニゲームを楽しむことのできる酒場。クリア状況に応じてギャラリーが開放される。
ウー・ザ・ショップ
アイテムショップ。
道楽者の演奏所
ベセクにとらわれていたバンドマンがお礼に音楽を奏でてくれる場所。救出したバンドマンが多いほど、選べる楽器も増える。

### 獄界ベセク
魔神がうろつく古代都市遺跡。聖バルダミアン王国とスターグ教圏国家の境に出現した。
ベセクの中には多くの人間が囚われており、プレイヤーが助けることで、アジト内の幾夜寝覚邸に保護される。その建物の中でプレイヤーは助けた人間との会話を楽しみ、時にはアイテムをもらえることもある。プレイヤーが救うことができる人間は、選んだ主人公によって異なる。

## 用語
聖バルド教
この世界を創造したとされる唯一神である女神アトーナを信仰する宗教。教義に出てくる一部の神の名前はベセクで遭遇する高位魔神のものと一致している。
スターグ教
聖バルド教から枝分かれした多神教。聖バルド教を異教としているが、個人的に協力してくれる者もいる。
クク族
獣人の種族のひとつ。小さなクマのような容姿をしており、熊本弁のような独自の言語で話す。
魔神からは食糧くらいにしか思われておらず、デュファストンが保護した数匹がアジトで住人の世話をしたり、一緒に戦ってくれる。